# Ana Ruiz Mitxelena
Ana Ruiz Mitxelena   (Sant Sebastià, 9 de febrer de 1967 - Irurtzun, 29 de novembre de 1993) va ser una portera basca, la primera a jugar en la selecció de futbol d'Espanya.

## Biografia
Des de molt petita, amb el suport de la seva família, practicà tota classe d'esports, amb especial dedicació al futbol, un esport aleshores molt poc habitual en noies i no prou ben vist socialment en la seva pràctica femenina. Desenvolupà una curta encara que reeixida carrera com a portera i es caracteritzava per la seva tècnica i els seus reflexos. Va jugar com a portera tant en futbol 11 com en futbol sala.
El 29 de novembre de 1993 va perdre la vida en un accident de trànsit a Irurzun, Navarra, de camí a la feina a Pamplona. Des de llavors, han estat molts els homenatges realitzats en el seu honor. El seu germà Ander continua el seu llegat com a entrenador de porteres de futbol, primerament a l'Oiartzun KE i des de 2016 en la Reial Societat.

## Trajectòria
Era coneguda com l'Arkonada o Arko Ana del futbol femení, per la seva similitud amb el porter de la mateixa època de la Reial Societat Luis Arconada. Va ser la primera guipuscoana a formar part de la selecció espanyola i la primera basca que va jugar com a portera en la selecció.
Va començar en el món del futbol el 1981, amb 13 anys, com a portera de l'equip del col·legi, el Liceu Sant Tomás, primer amb els nois, i després amb l'equip escolar femení en el Campeonato Playero de la Concha.
En aquest campionat va fer una bona actuació i l'Oiartzun K.E. va decidir incorporar-la a ella i a unes altres quatre companyes (entre les quals, Garbiñe Etxeberria) en el primer equip, per competir en futbol 11. En aquesta època, va aconseguir diversos títols provincials i estatals.
Ana Ruiz Mitxelena va competir en diversos equips, alternant competicions de futbol amb l'Oiartzun K.E. i futbol sala amb l'Amasorrain Uralde Sport o el Maxims. En aquella època, en no existir una lliga nacional, anualment es disputava el Campionat d'Espanya de seleccions territorials i ella va estar seleccionada per jugar amb la selecció guipuscoana de futbol durant uns quants anys.
El 1986 va fitxar pel club de futbol sala Sampedrotarra, equip amb el qual va guanyar tres lligues consecutives en els anys 89, 90 i 91, a més de dues Copes de la Reina i la Copa Ibèrica, i una supercopa. En aquesta època, va tornar de nou a una convocatòria internacional, aquesta vegada de la mà de la selecció Espanyola de Futbol Sala.
La temporada 83/84 amb l'Amasorrain Uralde Sport, al costat de les seves companyes, va jugar en l'històric estadi d'Atotxa en el partit de tornada de la final del Campionat d'Espanya contra el Karbo Deportivo gallec, que era l'equip dominador a nivell nacional d'aquella època i l'equip en el qual militaven diverses internacionals.
Va ser una de les primeres futbolistes espanyoles i basques a rebre ofertes de l'estranger per incorporar-se a equips de futbol professional, concretament d'Itàlia, que finalment va desestimar perquè no podia compatibilitzar-ho amb l'etapa final dels seus estudis universitaris i el començament de la seva activitat professional en l'àmbit de l'empresa.

## Internacional
L'any 1984, amb 17 anys, va ser convocada per primer cop en la selecció Espanyola de la mà del seleccionador nacional Teodoro Nieto, per disputar el partit Suïssa-Espanya a Berna, i a més, en l'onze titular. Es convertia així en la primera futbolista guipuscoana i la primera portera basca a ser convocada per la selecció espanyola. A partir d'aquest moment, va ser convocada per tots els partits internacionals durant els següents cinc temporades.
El 1988, va renunciar voluntàriament a la selecció estant plenament consolidada com a portera titular. Va disputar el seu últim partit en el Vicente Calderón, on es van enfrontar dos combinats de jugadores de la selecció, abans de la final de la Copa del Rei entre el Reial Madrid i el Valladolid.

## Premis i reconeixements
- El 2015, l'Oiartzun KE li va retre homenatge abans del partit amb l'Athletic Club.[1]

## Filmografia
- Documental (15/12/2015), «Guants per Volar»[1]
- Documental (06/12/2019), «Katea ez da eten» en EITB1[7]